# Danilo Sekulić
Danilo Sekulić (in serbo Данило Секулић?; Sombor, 18 aprile 1990) è un calciatore serbo, centrocampista svincolato.

## Caratteristiche tecniche
È un trequartista.

## Palmarès

### Club

#### Competizioni nazionali
- Coppa d'Armenia: 1

Alaškert: 2018-2019